# Olive Hockin

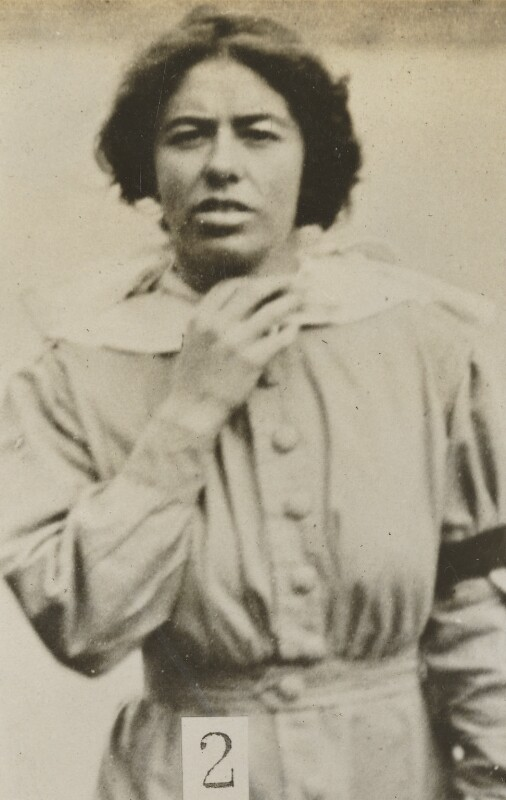
Olive Hockin, 1913

Olive Hockin, verheiratete Olive Leared (* 20. Dezember 1880 in Bude, Cornwall; † 5. Februar 1936 in Cheltenham, Gloucestershire), war eine englisch-britische Suffragette, Autorin und Künstlerin.

## Leben
Hockin wurde als Tochter von Edward Hockin (1838–1880), einem wohlhabender Landbesitzer, und Margaret Sarah Hoyer (1855–1919), Tochter eines Geistlichen, geboren. In ihrer Jugend verbrachte sie eine Zeit in Buenos Aires, Argentinien. 1897 kehrte sie nach London zurück. Sie studierte Anfang in den frühen 1900er Jahren an der Slade School of Fine Art. Ihre Werke wurden in der Royal Academy of Arts, in der Society of Women Artists und in der Walker Gallery ausgestellt.
Hockin war dann Mitarbeiterin von Orpheus, der Zeitschrift der Theosophischen Gesellschaft. In den ersten Ausgaben enthielt die Zeitschrift Reproduktionen ihrer Gemälde The Blue Closet und A Phantast. Sie schrieb auch Artikel zu Kunstthemen.
Hockin trat 1912 der Women’s Social and Political Union (WSPU) bei. In Votes for Women erklärte sie 1913, sie hätte sich der Bewegung angeschlossen, weil es ihre „tief verwurzelte Überzeugung war, dass die Welt gerechter und die Lebensbedingungen sowohl für Männer als auch für Frauen und Kinder besser sein würden, wenn Frauen an der Regierung teilhaben würden“.
Nach Brandanschlägen auf den Roehampton Golf Club und ein Haus in Walton Heath, das David Lloyd George gehörte, wurde Hockin 1913 verhaftet, verurteilt und zu einer viermonatigen Haftstrafe im Holloway Prison verurteilt. In ihrer Wohnung sollen sich Steine, Kerosin und gefälschte Autonummernschilder befunden haben.
Ungewöhnlicherweise erklärte sie sich bereit, nicht in den Hungerstreik zu treten, wenn sie malen dürfe. Sie wurde als bevorzugt behandelt, und eine Mitgefangene, Margot Schenke, erzählte, dass sich einen Stuhl in ihrer Zelle geschnitzt habe.
Hockin wurde im Gefängnis heimlich fotografiert. Die Bilder wurden von einem versteckten Auto aus während des Hofgangs mit einem lichtstarken 11-Zoll-Objektiv aufgenommen, das erst kürzlich in Großbritannien produziert worden war, weil die Suffragetten bei herkömmlichen Fahndungsfotos ihre Gesichter verzerrten. Ihr Foto wurde mit anderen zu einer Seite zusammengefügt, die Polizisten gezeigt werden konnte, um der Brandstiftung oder des Vandalismus verdächtige Frauen zu identifizieren. Sie war die Nummer 2 auf dem ersten von zwei Blättern, auf dem auch Margot Schenke (1), Margaret Macfarlane (3), Mary Wyan (Mary Ellen Taylor) (4), Annie Bell (5), Jane Short (6), Gertrude Ansell (7), Maud Mary Brindley (8), Verity Oates (9) und Evelyn Manesta (10) abgebildet waren. Diese Erkennungsblätter wurden 1914 in Umlauf gebracht.
Nach ihrer Entlassung aus dem Gefängnis verließ Hockin die WSPU und schloss sich der sozialistischen East London Federation of Suffragettes von Sylvia Pankhurst an. Hockin arbeitete auch weiter als Künstlerin und schuf eines ihrer wichtigsten Gemälde, Pan! Pan! O Pan! Bring Back thy Reign Again Upon the Earth entstand in dieser Zeit.
Während des Ersten Weltkriegs herrschte ein Mangel an Arbeitskräften und die Regierung beschloss, dass sich mehr Frauen an der Produktion von Nahrungsmitteln und Gütern zur Unterstützung der Kriegsanstrengungen beteiligen sollten, und gründete die Women’s Land Army. Hockin meldete sich und schrieb später das Buch Two Girls on the Land: Wartime on a Dartmoor Farm, das 1918 veröffentlicht wurde. 1922 heiratete sie John Leared, der in Cheltenham Poloponys trainierte. Sie hatten zwei Söhne, Oliver (* 1926) und Nicholas (* 1929).
Olive Hockin starb 1936.

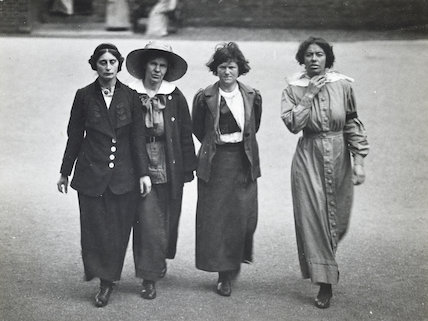
Margot Schenke, Jane Short, May McFarlane und Hockin (rechts), heimliche Aufnahme im Gefängnis, 1913
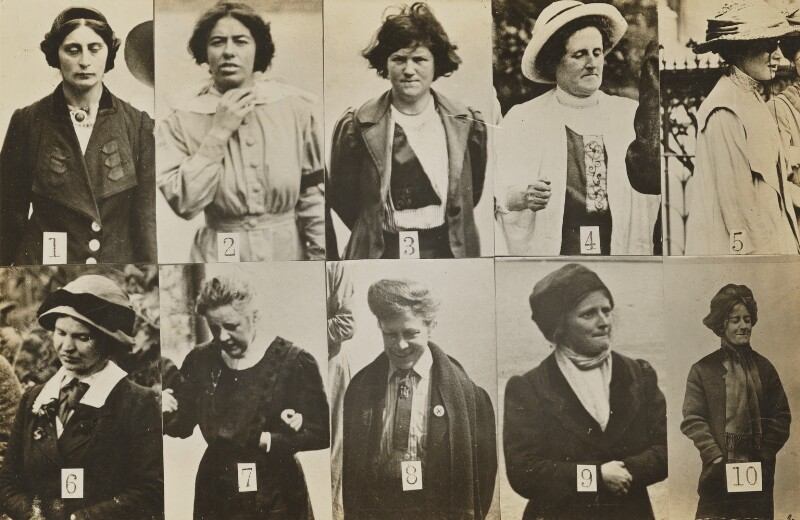
Erkennungsblatt mit zu überwachenden Suffragetten, 1914
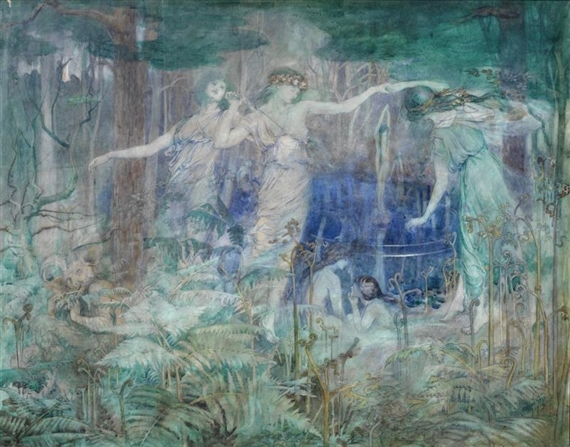
Pan! Pan! O Pan! Bring Back thy Reign Again Upon the Earth, 1914
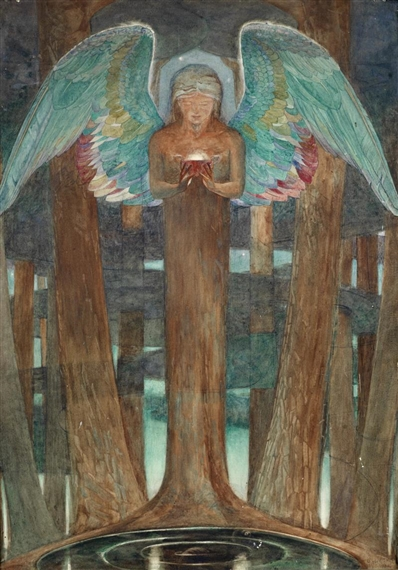
A Dryad, ca. 1914